# JOZO Salt
JOZO Salt är ett varumärke för bordssalt som ägs av franska Groupe Salins. Namnet JOZO kommer ursprungligen från en förkortning av jodsalt på nederländska, jodium zout.
Varumärket ägdes tidigare av 
AkzoNobel Speciality Chemicals, senare Nouryon. Saltverksamheten, med produktion i Nederländerna och Danmark, avyttrades till Groupe Salins år 2021.

## Produkter
JOZO Salt har i sitt sortiment många typer av salt, vanligt hushållssalt (koksalt/vakuumsalt), mineralsalt (natriumreducerat salt) samt havssalt och flingsalt.
JOZO Salts produkter inkluderar bland annat flingsaltet Maldon, som är ett anrikt varumärke inom salt. Maldon flingsalt tillverkas av ett familjeföretag sedan 1800-talet i Maldon i England.

## Marknadsföring
JOZO Salt vann 2006 ett silverägg på den svenska reklamgalan Guldägget med sitt bidrag Saltaren, en bok om matlagning med salt som gavs ut i begränsad upplaga.